# Pousada do Convento de Belmonte
A Pousada do Convento de Belmonte, situa-se na encosta da Serra de Nossa Senhora da Esperança, perto de Belmonte, e resulta da recuperação do arruinado Convento de Nossa Senhora da Esperança.
Integra a rede Pousadas de Portugal com a classificação de Pousada Histórica.
Em 1986, o antigo Convento de Nossa Senhora da Esperança foi classificado como Imóvel de Interesse Público.

## História do edifício
O Convento de Nossa Senhora da Esperança foi fundado em 12 de Novembro de 1563, supõe-se que sobre uma anterior capela medieval. De arquitectura manuelina e renascentista, foi ocupado por frades franciscanos, tendo sido destruído pelas chamas no séc. XVIII, apenas tendo resistido a capela. No início do século XIX encontrava-se já em ruínas, tendo o convento sido extinto em 1834. No interior da capela existe uma zona de enterramentos do século XVI. Na área exterior, foram identificadas várias dependências do convento: sala do capítulo, cozinha e refeitório, balcão de acesso a piso superior, lavatório, etc. No local encontra-se ainda uma ermida do século XIII.
Entre 1999 e 2001 decorreu a adaptação do espaço a pousada segundo projecto do arquitecto Luís Rebelo de Andrade.

## A Pousada
A Pousada preserva a arquitectura em anfiteatro do convento, entre os pinhais da Serra da Esperança, e permite desfrutar da paisagem da região da Cova da Beira e da Serra da Estrela.
A sala do convívio e o bar resultam da adaptação da capela e da antiga sacristia.
Como curiosidade refira-se que os 24 quartos da pousada são identificados, em vez de números, por nomes de frades.